# Interlands Gibraltarees voetbalelftal 2010-2019
Deze pagina toont een gedetailleerd overzicht van de interlands die het Gibraltarees voetbalelftal heeft gespeeld in de periode 2010 – 2019. Gibraltar speelde zijn eerste officiële voetbalinterland op 19 november 2013 tegen Slowakije.

## Interlands

### 2013
|                                                                |           |       |           |                                                                           |
| 19 november Vriendschappelijk № 1 «onderlinge duels» 19:30 uur | Gibraltar | 0 – 0 | Slowakije | Estádio Algarve, Faro Toeschouwers: 350 Scheidsrechter: Hugo Miguel (POR) |
| 19 november Vriendschappelijk № 1 «onderlinge duels» 19:30 uur |           |       |           | Estádio Algarve, Faro Toeschouwers: 350 Scheidsrechter: Hugo Miguel (POR) |

### 2014
|                                                  |                  |       |                                                                                      |                                                                                    |
| 1 maart Vriendschappelijk № 2 «onderlinge duels» | Gibraltar        | 1 – 4 | Faeröer                                                                              | Victoriastadion, Gibraltar Toeschouwers: 250 Scheidsrechter: Raymond Crangle (NIR) |
| 1 maart Vriendschappelijk № 2 «onderlinge duels» | Roy Chipolina 2' |       | 26' Jóan Símun Edmundsson 31' Christian Holst 59' Hallur Hansson 68' Christian Holst | Victoriastadion, Gibraltar Toeschouwers: 250 Scheidsrechter: Raymond Crangle (NIR) |

|                                                  |           |                                  |         |                                                                                    |
| 5 maart Vriendschappelijk № 3 «onderlinge duels» | Gibraltar | 0 – 2                            | Estland | Victoriastadion, Gibraltar Toeschouwers: 1.906 Scheidsrechter: Arnold Hunter (NIR) |
| 5 maart Vriendschappelijk № 3 «onderlinge duels» |           | 11' Dmitri Kruglov 81' Rimo Hunt |         | Victoriastadion, Gibraltar Toeschouwers: 1.906 Scheidsrechter: Arnold Hunter (NIR) |

|                                                 |                   |       |                    |                                                                                   |
| 26 mei Vriendschappelijk № 4 «onderlinge duels» | Estland           | 1 – 1 | Gibraltar          | A. Le Coq Arena, Tallinn Toeschouwers: 4.085 Scheidsrechter: Clayton Pisani (MLT) |
| 26 mei Vriendschappelijk № 4 «onderlinge duels» | Ragnar Klavan 31' |       | 71' Anthony Bardon | A. Le Coq Arena, Tallinn Toeschouwers: 4.085 Scheidsrechter: Clayton Pisani (MLT) |

|                                                 |                   |       |       |                                                                           |
| 4 juni Vriendschappelijk № 5 «onderlinge duels» | Gibraltar         | 1 – 0 | Malta | Estádio Algarve, Faro Toeschouwers: 500 Scheidsrechter: João Capela (POR) |
| 4 juni Vriendschappelijk № 5 «onderlinge duels» | Kyle Casciaro 64' |       |       | Estádio Algarve, Faro Toeschouwers: 500 Scheidsrechter: João Capela (POR) |

|                                                            |           | |       |                                                                                    |
| 7 september EK-kwalificatie Groep D № 6 «onderlinge duels» | Gibraltar | 0 – 7 | Polen | Estádio Algarve, Faro Toeschouwers: 1.620 Scheidsrechter: Stefan Johannesson (SWE) |
| 7 september EK-kwalificatie Groep D № 6 «onderlinge duels» |           | 11' Kamil Grosicki 48' Kamil Grosicki 50' Robert Lewandowski 53' Robert Lewandowski 58' Łukasz Szukała 86' Robert Lewandowski 90+2' Robert Lewandowski |       | Estádio Algarve, Faro Toeschouwers: 1.620 Scheidsrechter: Stefan Johannesson (SWE) |

|                                                           | |       |           |                                                                                   |
| 11 oktober EK-kwalificatie Groep D № 7 «onderlinge duels» | Ierland | 7 – 0 | Gibraltar | Aviva Stadium, Dublin Toeschouwers: 35.123 Scheidsrechter: Leontios Trattou (CYP) |
| 11 oktober EK-kwalificatie Groep D № 7 «onderlinge duels» | Robbie Keane 6' Robbie Keane 14' Robbie Keane 18' (pen.) James McClean 46' Jordan Perez 51' (e.d.) James McClean 53' Wes Hoolahan 56' |       |           | Aviva Stadium, Dublin Toeschouwers: 35.123 Scheidsrechter: Leontios Trattou (CYP) |

|                                                           |           |                                                                  |         |                                                                              |
| 14 oktober EK-kwalificatie Groep D № 8 «onderlinge duels» | Gibraltar | 0 – 3                                                            | Georgië | Estádio Algarve, Faro Toeschouwers: 600 Scheidsrechter: Harald Lechner (AUT) |
| 14 oktober EK-kwalificatie Groep D № 8 «onderlinge duels» |           | 9' Nikoloz Gelasjvili 20' Tornike Okriasjvili 69' Dzjaba Kankava |         | Estádio Algarve, Faro Toeschouwers: 600 Scheidsrechter: Harald Lechner (AUT) |

|                                                            |                                                                             |       |           |                                                                                        |
| 14 november EK-kwalificatie Groep D № 9 «onderlinge duels» | Duitsland                                                                   | 4 – 0 | Gibraltar | Grundig Stadion, Neurenberg Toeschouwers: 44.308 Scheidsrechter: Alexandru Tudor (ROU) |
| 14 november EK-kwalificatie Groep D № 9 «onderlinge duels» | Thomas Müller 12' Thomas Müller 29' Mario Götze 38' Yogan Santos 67' (e.d.) |       |           | Grundig Stadion, Neurenberg Toeschouwers: 44.308 Scheidsrechter: Alexandru Tudor (ROU) |

### 2015
|                                                                    | |       |                  |                                                                                     |
| 29 maart EK-kwalificatie Groep D № 10 «onderlinge duels» 18:00 uur | Schotland | 6 – 1 | Gibraltar        | Hampden Park, Glasgow Toeschouwers: 34.255 Scheidsrechter: Mattias Gestranius (FIN) |
| 29 maart EK-kwalificatie Groep D № 10 «onderlinge duels» 18:00 uur | Shaun Maloney 18' Steven Fletcher 29' Shaun Maloney 34' (pen.) Steven Naismith 39' Steven Fletcher 77' Steven Fletcher 90' |       | 20' Lee Casciaro | Hampden Park, Glasgow Toeschouwers: 34.255 Scheidsrechter: Mattias Gestranius (FIN) |

|                                                  |                                                                                   |       |           |                                                                             |
| 7 juni Vriendschappelijk № 11 «onderlinge duels» | Kroatië                                                                           | 4 – 0 | Gibraltar | Maksimirstadion, Zagreb Toeschouwers: 7.737 Scheidsrechter: Matej Jug (SLO) |
| 7 juni Vriendschappelijk № 11 «onderlinge duels» | Anas Sharbini 7' Mateo Kovačić 15' Mario Mandžukić 53' (pen.) Andrej Kramarić 79' |       |           | Maksimirstadion, Zagreb Toeschouwers: 7.737 Scheidsrechter: Matej Jug (SLO) |

|                                                                   |           | |           |                                                                                 |
| 13 juni EK-kwalificatie Groep D № 12 «onderlinge duels» 20:45 uur | Gibraltar | 0 – 7 | Duitsland | Estádio Algarve, Loulé Toeschouwers: 6.000 Scheidsrechter: Clayton Pisani (MLT) |
| 13 juni EK-kwalificatie Groep D № 12 «onderlinge duels» 20:45 uur |           | 28' André Schürrle 47' Max Kruse 51' İlkay Gündoğan 57' Karim Bellarabi 65' André Schürrle 71' André Schürrle 81' Max Kruse |           | Estádio Algarve, Loulé Toeschouwers: 6.000 Scheidsrechter: Clayton Pisani (MLT) |

|                                                                       |           |                                                                            |         |                                                                                   |
| 4 september EK-kwalificatie Groep D № 13 «onderlinge duels» 20:45 uur | Gibraltar | 0 – 4                                                                      | Ierland | Estádio Algarve, Loulé Toeschouwers: 5.397 Scheidsrechter: Marijo Strahonja (CRO) |
| 4 september EK-kwalificatie Groep D № 13 «onderlinge duels» 20:45 uur |           | 27' Cyrus Christie 49' Robbie Keane 51' (pen.) Robbie Keane 79' Shane Long |         | Estádio Algarve, Loulé Toeschouwers: 5.397 Scheidsrechter: Marijo Strahonja (CRO) |

|                                                             | |       |                  |                                                                                          |
| 7 september EK-kwalificatie Groep D № 14 «onderlinge duels» | Polen | 8 – 1 | Gibraltar        | Nationaal Stadion, Warschau Toeschouwers: 27.763 Scheidsrechter: Gediminas Mažeika (LTU) |
| 7 september EK-kwalificatie Groep D № 14 «onderlinge duels» | Kamil Grosicki 8' Kamil Grosicki 15' Robert Lewandowski 18' Robert Lewandowski 29' Arkadiusz Milik 56' Jakub Błaszczykowski 59' (pen.) Arkadiusz Milik 72' Bartosz Kapustka 73' |       | 87' Jake Gosling | Nationaal Stadion, Warschau Toeschouwers: 27.763 Scheidsrechter: Gediminas Mažeika (LTU) |

|                                                                     |                                                                                           |       |           |                                                                                           |
| 8 oktober EK-kwalificatie Groep D № 15 «onderlinge duels» 18:00 uur | Georgië                                                                                   | 4 – 0 | Gibraltar | Boris Paitsjadzestadion, Tbilisi Toeschouwers: 15.000 Scheidsrechter: Sergiej Bojko (UKR) |
| 8 oktober EK-kwalificatie Groep D № 15 «onderlinge duels» 18:00 uur | Mate Vatsadze 30' Tornike Okriasjvili 35' (pen.) Mate Vatsadze 45' Valeri Kazaisjvili 87' |       |           | Boris Paitsjadzestadion, Tbilisi Toeschouwers: 15.000 Scheidsrechter: Sergiej Bojko (UKR) |

|                                                                      |           | |           |                                                                                     |
| 11 oktober EK-kwalificatie Groep D № 16 «onderlinge duels» 20:45 uur | Gibraltar | 0 – 6 | Schotland | Estádio Algarve, Loulé Toeschouwers: 12.401 Scheidsrechter: Aleksej Koelbakov (BLR) |
| 11 oktober EK-kwalificatie Groep D № 16 «onderlinge duels» 20:45 uur |           | 24' Chris Martin 39' Shaun Maloney 52' Steven Fletcher 56' Steven Fletcher 85' Darren Fletcher 90+1' Steven Naismith |           | Estádio Algarve, Loulé Toeschouwers: 12.401 Scheidsrechter: Aleksej Koelbakov (BLR) |

### 2016
|                                                    |           |       |               |                                                               |
| 23 maart Vriendschappelijk № 17 «onderlinge duels» | Gibraltar | 0 – 0 | Liechtenstein | Victoriastadion, Gibraltar Scheidsrechter: Ryan Stewart (WAL) |
| 23 maart Vriendschappelijk № 17 «onderlinge duels» |           |       |               | Victoriastadion, Gibraltar Scheidsrechter: Ryan Stewart (WAL) |

|                                                    |           | |         |                                                                  |
| 29 maart Vriendschappelijk № 18 «onderlinge duels» | Gibraltar | 0 – 5                                                                                                | Letland | Victoriastadion, Gibraltar Scheidsrechter: Alan Mario Sant (MLT) |
| 29 maart Vriendschappelijk № 18 «onderlinge duels» |           | 46' Jānis Ikaunieks 53' Kaspars Dubra 57' Valerijs Šabala 82' Aleksejs Višņakovs 84' Jānis Ikaunieks |         | Victoriastadion, Gibraltar Scheidsrechter: Alan Mario Sant (MLT) |

|                                                                 |                                                                |       |           |                                                                               |
| 1 september Vriendschappelijk № 19 «onderlinge duels» 20:45 uur | Portugal                                                       | 5 – 0 | Gibraltar | Estádio do Bessa, Porto Toeschouwers: 22.000 Scheidsrechter: Erez Papir (ISR) |
| 1 september Vriendschappelijk № 19 «onderlinge duels» 20:45 uur | Nani 27' Nani 55' João Cancelo 73' Bernardo Silva 76' Pepe 79' |       |           | Estádio do Bessa, Porto Toeschouwers: 22.000 Scheidsrechter: Erez Papir (ISR) |

|                                                                            |                 |       |                                                                                            |                                                                              |
| 6 september Kwalificatie WK 2018 Groep H № 20 «onderlinge duels» 20:45 uur | Gibraltar       | 1 – 4 | Griekenland                                                                                | Estádio Algarve, Loulé Toeschouwers: n.b. Scheidsrechter: Jakob Kehlet (DEN) |
| 6 september Kwalificatie WK 2018 Groep H № 20 «onderlinge duels» 20:45 uur | Liam Walker 26' |       | 10' Kostas Mitroglou 44' (e.d.) Scott Wiseman 45' Kostas Fortounis 45+2' Vasilis Torosidis | Estádio Algarve, Loulé Toeschouwers: n.b. Scheidsrechter: Jakob Kehlet (DEN) |

|                                                                          |                                                                                |       |           |                                                                                   |
| 7 oktober Kwalificatie WK 2018 Groep H № 21 «onderlinge duels» 20:45 uur | Estland                                                                        | 4 – 0 | Gibraltar | A. Le Coq Arena, Tallinn Toeschouwers: 4.678 Scheidsrechter: Aleksej Jeskov (RUS) |
| 7 oktober Kwalificatie WK 2018 Groep H № 21 «onderlinge duels» 20:45 uur | Mattias Käit 47' Konstantin Vassiljev 52' Mattias Käit 70' Sergei Mošnikov 88' |       |           | A. Le Coq Arena, Tallinn Toeschouwers: 4.678 Scheidsrechter: Aleksej Jeskov (RUS) |

|                                                                           |           | |        |                                                                                   |
| 10 oktober Kwalificatie WK 2018 Groep H № 22 «onderlinge duels» 20:45 uur | Gibraltar | 0 – 6 | België | Estádio Algarve, Loulé Toeschouwers: 1.000 Scheidsrechter: Paweł Raczkowski (POL) |
| 10 oktober Kwalificatie WK 2018 Groep H № 22 «onderlinge duels» 20:45 uur |           | 1' Christian Benteke 19' Axel Witsel 43' Christian Benteke 51' Dries Mertens 56' Christian Benteke 79' Eden Hazard |        | Estádio Algarve, Loulé Toeschouwers: 1.000 Scheidsrechter: Paweł Raczkowski (POL) |

|                                                                            |                                                                   |       |                  |                                                                                     |
| 13 november Kwalificatie WK 2018 Groep H № 23 «onderlinge duels» 20:45 uur | Cyprus                                                            | 3 – 1 | Gibraltar        | New GSP Stadium, Nicosai Toeschouwers: 3.151 Scheidsrechter: Aleksandr Aliyev (KAZ) |
| 13 november Kwalificatie WK 2018 Groep H № 23 «onderlinge duels» 20:45 uur | Konstantinos Laifis 28' Pieros Sotiriou 65' Valentinos Sielis 87' |       | 51' Lee Casciaro | New GSP Stadium, Nicosai Toeschouwers: 3.151 Scheidsrechter: Aleksandr Aliyev (KAZ) |

### 2017
|                                                                         |                                                                                               |       |           |                                                                                              |
| 25 maart Kwalificatie WK 2018 Groep H № 24 «onderlinge duels» 20:45 uur | Bosnië en Herz.                                                                               | 5 – 0 | Gibraltar | Stadion Bilino Polje, Zenica Toeschouwers: 10.000 Scheidsrechter: Svein-Erik Edvartsen (NOR) |
| 25 maart Kwalificatie WK 2018 Groep H № 24 «onderlinge duels» 20:45 uur | Vedad Ibišević 4' Vedad Ibišević 43' Avdija Vršajević 52' Edin Višća 56' Ermin Bičakčić 90+4' |       |           | Stadion Bilino Polje, Zenica Toeschouwers: 10.000 Scheidsrechter: Svein-Erik Edvartsen (NOR) |

|                                                                       |                       |       |                                              |                                                                             |
| 9 juni Kwalificatie WK 2018 Groep H № 25 «onderlinge duels» 20:45 uur | Gibraltar             | 1 – 2 | Cyprus                                       | Estádio Algarve, Loulé Toeschouwers: 488 Scheidsrechter: Nikola Popov (BUL) |
| 9 juni Kwalificatie WK 2018 Groep H № 25 «onderlinge duels» 20:45 uur | Anthony Hernandez 30' |       | 10' (e.d.) Roy Chipolina 87' Pieros Sotiriou | Estádio Algarve, Loulé Toeschouwers: 488 Scheidsrechter: Nikola Popov (BUL) |

|                                                                            | |       |           |                                                                                    |
| 31 augustus Kwalificatie WK 2018 Groep H № 26 «onderlinge duels» 20:45 uur | België | 9 – 0 | Gibraltar | Stade Maurice Dufrasne, Luik Toeschouwers: 27.000 Scheidsrechter: Neil Doyle (IRL) |
| 31 augustus Kwalificatie WK 2018 Groep H № 26 «onderlinge duels» 20:45 uur | Dries Mertens 16' Thomas Meunier 18' Romelu Lukaku 21' Axel Witsel 27' Romelu Lukaku 38' Eden Hazard 45' Thomas Meunier 60' Thomas Meunier 67' Romelu Lukaku 84' (pen.) |       |           | Stade Maurice Dufrasne, Luik Toeschouwers: 27.000 Scheidsrechter: Neil Doyle (IRL) |

|                                                                            |           |                                                               |                       |                                                                                  |
| 3 september Kwalificatie WK 2018 Groep H № 27 «onderlinge duels» 20:45 uur | Gibraltar | 0 – 4                                                         | Bosnië en Herzegovina | Estádio Algarve, Loulé Toeschouwers: 805 Scheidsrechter: Þorvaldur Árnason (ISL) |
| 3 september Kwalificatie WK 2018 Groep H № 27 «onderlinge duels» 20:45 uur |           | 35' Edin Džeko 65' Kenan Kodro 83' Senad Lulić 85' Edin Džeko |                       | Estádio Algarve, Loulé Toeschouwers: 805 Scheidsrechter: Þorvaldur Árnason (ISL) |

|                                                                          |           |                                                                                                  |         |                                                                           |
| 7 oktober Kwalificatie WK 2018 Groep H № 28 «onderlinge duels» 18:00 uur | Gibraltar | 0 – 6                                                                                            | Estland | Estádio Algarve, Loulé Toeschouwers: 712 Scheidsrechter: Fran Jović (CRO) |
| 7 oktober Kwalificatie WK 2018 Groep H № 28 «onderlinge duels» 18:00 uur |           | 10' Siim Luts 30' Mattias Käit 38' Sergei Zenjov 52' Joonas Tamm 65' Joonas Tamm 77' Joonas Tamm |         | Estádio Algarve, Loulé Toeschouwers: 712 Scheidsrechter: Fran Jović (CRO) |

|                                                                           |                                                                                        |       |           |                                                                                                   |
| 10 oktober Kwalificatie WK 2018 Groep H № 29 «onderlinge duels» 20:45 uur | Griekenland                                                                            | 4 – 0 | Gibraltar | Georgios Karaiskákisstadion, Piraeus Toeschouwers: 12.739 Scheidsrechter: Giorgi Kruasjvili (GEO) |
| 10 oktober Kwalificatie WK 2018 Groep H № 29 «onderlinge duels» 20:45 uur | Vasilis Torosidis 32' Kostas Mitroglou 61' Kostas Mitroglou 63' Giannis Gianniotas 78' |       |           | Georgios Karaiskákisstadion, Piraeus Toeschouwers: 12.739 Scheidsrechter: Giorgi Kruasjvili (GEO) |

### 2018
|                                                              |                 |       |         |                                                                                            |
| 25 maart Vriendschappelijk № 30 «onderlinge duels» 16:00 uur | Gibraltar       | 1 – 0 | Letland | Victoriastadion, Gibraltar Toeschouwers: 1.306 Scheidsrechter: Trustin Farrufia Cann (MLT) |
| 25 maart Vriendschappelijk № 30 «onderlinge duels» 16:00 uur | Liam Walker 88' |       |         | Victoriastadion, Gibraltar Toeschouwers: 1.306 Scheidsrechter: Trustin Farrufia Cann (MLT) |

|                                                                   |           |                                        |           |                                                                                |
| 6 september UEFA Nations League № 31 «onderlinge duels» 20:45 uur | Gibraltar | 0 – 2                                  | Macedonië | Victoriastadion, Gibraltar Toeschouwers: 1.850 Scheidsrechter: Jens Maae (DEN) |
| 6 september UEFA Nations League № 31 «onderlinge duels» 20:45 uur |           | 19' Ivan Tričkovski 35' Ezgjan Alioski |           | Victoriastadion, Gibraltar Toeschouwers: 1.850 Scheidsrechter: Jens Maae (DEN) |

|                                                                   |                                        |       |           |                                                                             |
| 9 september UEFA Nations League № 32 «onderlinge duels» 20:45 uur | Liechtenstein                          | 2 – 0 | Gibraltar | Rheinparkstadion, Vaduz Toeschouwers: 1.110 Scheidsrechter: Alan Sant (MLT) |
| 9 september UEFA Nations League № 32 «onderlinge duels» 20:45 uur | Dennis Salanović 32' Sandro Wieser 72' |       |           | Rheinparkstadion, Vaduz Toeschouwers: 1.110 Scheidsrechter: Alan Sant (MLT) |

|                                                                  |         |                             |           | |
| 13 oktober UEFA Nations League № 33 «onderlinge duels» 18:00 uur | Armenië | 0 – 1                       | Gibraltar | Republikeins Stadion Vazgen Sargsian, Jerevan Toeschouwers: 11.000 Scheidsrechter: Fedayi San (SUI) |
| 13 oktober UEFA Nations League № 33 «onderlinge duels» 18:00 uur |         | 50' (pen.) Joseph Chipolina |           | Republikeins Stadion Vazgen Sargsian, Jerevan Toeschouwers: 11.000 Scheidsrechter: Fedayi San (SUI) |

|                                                                  |                                         |       |                      |                                                                                        |
| 16 oktober UEFA Nations League № 34 «onderlinge duels» 20:45 uur | Gibraltar                               | 2 – 1 | Liechtenstein        | Victoriastadion, Gibraltar Toeschouwers: 2.000 Scheidsrechter: Vasilis Dimitriou (CYP) |
| 16 oktober UEFA Nations League № 34 «onderlinge duels» 20:45 uur | George Cabrera 61' Joseph Chipolina 66' |       | 15' Dennis Salanović | Victoriastadion, Gibraltar Toeschouwers: 2.000 Scheidsrechter: Vasilis Dimitriou (CYP) |

|                                                                   |                                     |       | |                                                                                     |
| 16 november UEFA Nations League № 35 «onderlinge duels» 20:45 uur | Gibraltar                           | 2 – 6 | Armenië | Victoriastadion, Gibraltar Toeschouwers: 1.955 Scheidsrechter: Kai Erik Steen (NOR) |
| 16 november UEFA Nations League № 35 «onderlinge duels» 20:45 uur | Tjay De Barr 10' Adam Priestley 78' |       | 27' Joera Movsisjan 48' Joera Movsisjan 52' Joera Movsisjan 54' Joera Movsisjan 66' Artur Kartashjan 90+4' Aleksandr Karapetjan | Victoriastadion, Gibraltar Toeschouwers: 1.955 Scheidsrechter: Kai Erik Steen (NOR) |

|                                                                   |                                                                                         |       |           |                                                                               |
| 19 november UEFA Nations League № 36 «onderlinge duels» 20:45 uur | Macedonië                                                                               | 4 – 0 | Gibraltar | Telekom Arena, Skopje Toeschouwers: 2.152 Scheidsrechter: Danijar Sachi (KAZ) |
| 19 november UEFA Nations League № 36 «onderlinge duels» 20:45 uur | Enis Bardhi 27' Ilija Nestorovski 67' Ilija Nestorovski 80' Aleksandar Trajkovski 90+2' |       |           | Telekom Arena, Skopje Toeschouwers: 2.152 Scheidsrechter: Danijar Sachi (KAZ) |

### 2019
|                                                                    |           |                   |         |                                                                                            |
| 23 maart EK-kwalificatie Groep D № 37 «onderlinge duels» 18:00 uur | Gibraltar | 0 – 1             | Ierland | Victoriastadion, Gibraltar Toeschouwers: 2.000 Scheidsrechter: Anastasios Papapetrou (GRE) |
| 23 maart EK-kwalificatie Groep D № 37 «onderlinge duels» 18:00 uur |           | 49' Jeff Hendrick |         | Victoriastadion, Gibraltar Toeschouwers: 2.000 Scheidsrechter: Anastasios Papapetrou (GRE) |

|                                                              |           |                          |         |                                                                                 |
| 26 maart Vriendschappelijk № 38 «onderlinge duels» 20:45 uur | Gibraltar | 0 – 1                    | Estland | Victoriastadion, Gibraltar Toeschouwers: 1.900 Scheidsrechter: Nick Walsh (SCO) |
| 26 maart Vriendschappelijk № 38 «onderlinge duels» 20:45 uur |           | 53' Konstantin Vassiljev |         | Victoriastadion, Gibraltar Toeschouwers: 1.900 Scheidsrechter: Nick Walsh (SCO) |

|                                                                  |                                                                    |       |           |                                                                                           |
| 7 juni EK-kwalificatie Groep D № 39 «onderlinge duels» 18:00 uur | Georgië                                                            | 3 – 0 | Gibraltar | Boris Paitsjadzestadion, Tbilisi Toeschouwers: 17.357 Scheidsrechter: Antti Munukka (FIN) |
| 7 juni EK-kwalificatie Groep D № 39 «onderlinge duels» 18:00 uur | Vako Gvilia 30' Giorgi Papoenasjvili 59' Vato Arveladze 76' (pen.) |       |           | Boris Paitsjadzestadion, Tbilisi Toeschouwers: 17.357 Scheidsrechter: Antti Munukka (FIN) |

|                                                                   |                                                |       |           |                                                                               |
| 10 juni EK-kwalificatie Groep D № 40 «onderlinge duels» 20:45 uur | Ierland                                        | 2 – 0 | Gibraltar | Avivastadion, Dublin Toeschouwers: 36.281 Scheidsrechter: Radu Petrescu (ROU) |
| 10 juni EK-kwalificatie Groep D № 40 «onderlinge duels» 20:45 uur | Joseph Chipolina 29' (e.d.) Robbie Brady 90+3' |       |           | Avivastadion, Dublin Toeschouwers: 36.281 Scheidsrechter: Radu Petrescu (ROU) |

|                                                                       |           | |            |                                                                                      |
| 5 september EK-kwalificatie Groep D № 41 «onderlinge duels» 20:45 uur | Gibraltar | 0 – 6 | Denemarken | Victoriastadion, Gibraltar Toeschouwers: 2.076 Scheidsrechter: Jonathan Lardot (BEL) |
| 5 september EK-kwalificatie Groep D № 41 «onderlinge duels» 20:45 uur |           | 6' Robert Skov 34' Christian Eriksen 50' Christian Eriksen 69' Thomas Delaney 73' Christian Gytkjær 78' Christian Gytkjær |            | Victoriastadion, Gibraltar Toeschouwers: 2.076 Scheidsrechter: Jonathan Lardot (BEL) |

|                                                                       |                                                                                  |       |           |                                                                                |
| 8 september EK-kwalificatie Groep D № 42 «onderlinge duels» 18:00 uur | Zwitserland                                                                      | 4 – 0 | Gibraltar | Stade de Tourbillon, Sion Toeschouwers: 8.313 Scheidsrechter: Pavel Orel (CZE) |
| 8 september EK-kwalificatie Groep D № 42 «onderlinge duels» 18:00 uur | Denis Zakaria 37' Admir Mehmedi 43' Ricardo Rodríguez 45+4' Mario Gavranović 87' |       |           | Stade de Tourbillon, Sion Toeschouwers: 8.313 Scheidsrechter: Pavel Orel (CZE) |

|                                                                |                    |       |           |                                                                                       |
| 10 oktober Vriendschappelijk № 43 «onderlinge duels» 18:00 uur | Kosovo             | 1 – 0 | Gibraltar | Fadil Vokrristadion, Pristina Toeschouwers: 12.000 Scheidsrechter: Juxhin Xhaja (ALB) |
| 10 oktober Vriendschappelijk № 43 «onderlinge duels» 18:00 uur | Florent Hasani 69' |       |           | Fadil Vokrristadion, Pristina Toeschouwers: 12.000 Scheidsrechter: Juxhin Xhaja (ALB) |

|                                                                      |                                    |       |                                                                 |                                                                                   |
| 15 oktober EK-kwalificatie Groep D № 44 «onderlinge duels» 20:45 uur | Gibraltar                          | 2 – 3 | Georgië                                                         | Victoriastadion, Gibraltar Toeschouwers: 1.455 Scheidsrechter: Paolo Valeri (ITA) |
| 15 oktober EK-kwalificatie Groep D № 44 «onderlinge duels» 20:45 uur | Lee Casciaro 66' Roy Chipolina 74' |       | 10' Giorgi Charaisjvili 21' Dzjaba Kankava 84' Giorgi Kvilitaia | Victoriastadion, Gibraltar Toeschouwers: 1.455 Scheidsrechter: Paolo Valeri (ITA) |

|                                                                       | |       |           |                                                                          |
| 15 november EK-kwalificatie Groep D № 45 «onderlinge duels» 20:45 uur | Denemarken | 6 – 0 | Gibraltar | Parken, Kopenhagen Toeschouwers: 24.033 Scheidsrechter: István Vad (HUN) |
| 15 november EK-kwalificatie Groep D № 45 «onderlinge duels» 20:45 uur | Robert Skov 12' Christian Gytkjær 47' Martin Braithwaite 51' Robert Skov 64' Christian Eriksen 85' Christian Eriksen 94' |       |           | Parken, Kopenhagen Toeschouwers: 24.033 Scheidsrechter: István Vad (HUN) |

|                                                                       |                  |       | |                                                                                    |
| 18 november EK-kwalificatie Groep D № 46 «onderlinge duels» 20:45 uur | Gibraltar        | 1 – 6 | Zwitserland                                                                                                  | Victoriastadion, Gibraltar Toeschouwers: 2.000 Scheidsrechter: Benoît Millot (FRA) |
| 18 november EK-kwalificatie Groep D № 46 «onderlinge duels» 20:45 uur | Reece Styche 74' |       | 10' Cedric Itten 50' Ruben Vargas 57' Christian Fassnacht 75' Loris Benito 84' Cedric Itten 86' Granit Xhaka | Victoriastadion, Gibraltar Toeschouwers: 2.000 Scheidsrechter: Benoît Millot (FRA) |

GFA · A-internationals · Bondscoaches · Statistieken · Vrouwenelftal · Olympisch elftal · Gibraltar U19 · Gibraltar U17
2010 – 2019 ·
2020 − 2029
2013 ·
2014 ·
2015 ·
2016 ·
2017 ·
2018 ·
2019 ·
2020 ·
2021 ·
2022 ·
2023 ·
2024
Andorra ·
Armenië ·
België ·
Bosnië en Herzegovina ·
Bulgarije ·
Cyprus ·
Denemarken ·
Duitsland ·
Estland ·
Faeröer ·
Frankrijk ·
Georgië ·
Grenada ·
Griekenland ·
Ierland ·
Kosovo ·
Kroatië ·
Letland ·
Liechtenstein ·
Litouwen ·
Malta ·
Moldavië ·
Montenegro ·
Nederland ·
Noord-Macedonië ·
Noorwegen ·
Polen ·
Portugal ·
San Marino ·
Schotland ·
Slovenië ·
Slowakije ·
Turkije ·
Wales ·
Zwitserland
AFC-zone: Afghanistan · Australië · Bahrein · Bangladesh · Bhutan · Brunei · Cambodja · China · Chinees Taipei · Filipijnen · Guam · Hongkong · India · Indonesië · Iran · Irak · Japan · Jemen · Jordanië · Koeweit · Kirgizië · Laos · Libanon · Macau · Maleisië · Maldiven · Mongolië · Myanmar · Nepal · Noord-Korea · Oezbekistan · Oman · Oost-Timor · Pakistan · Palestina · Qatar · Saoedi-Arabië · Singapore · Sri Lanka · Syrië · Tadjikistan · Thailand · Turkmenistan · Verenigde Arabische Emiraten · Vietnam · Zuid-Korea

CAF-zone: Algerije · Angola · Benin · Botswana · Burkina Faso · Burundi · Centraal-Afrikaanse Republiek · Comoren · Congo-Brazzaville · Congo-Kinshasa · Djibouti · Egypte · Equatoriaal-Guinea · Eritrea · Ethiopië · Gabon · Gambia · Ghana · Guinee · Guinee-Bissau · Ivoorkust · Kaapverdië · Kameroen · Kenia · Lesotho · Liberia · Libië · Madagaskar · Malawi · Mali · Mauritanië · Mauritius · Marokko · Mozambique · Namibië · Niger · Nigeria · Oeganda · Rwanda · Sao Tomé en Principe · Senegal · Seychellen · Sierra Leone · Soedan · Somalië · Swaziland · Tanzania · Togo · Tsjaad · Tunesië · Zambia · Zimbabwe · Zuid-Afrika · Zuid-Soedan 

CONCACAF-zone: Amerikaanse Maagdeneilanden · Anguilla · Antigua en Barbuda · Aruba · Bahama's · Barbados · Belize · Bermuda · Britse Maagdeneilanden · Canada · Kaaimaneilanden · Costa Rica · Cuba · Curaçao · Dominica · Dominicaanse Republiek · El Salvador · Frans Guyana · Grenada · Guadeloupe · Guatemala · Guyana · Haïti · Honduras · Jamaica · Martinique · Mexico · Montserrat · 
Nicaragua · Panama · Puerto Rico · Saint Kitts en Nevis · Saint Lucia · Saint Vincent en de Grenadines · Sint Maarten · Suriname · Trinidad en Tobago · Turks- en Caicoseilanden · Verenigde Staten

CONMEBOL-zone: Argentinië · Bolivia · Brazilië · Chili · Colombia · Ecuador · Paraguay · Peru · Uruguay · Venezuela

OFC-zone: Amerikaans-Samoa · Cookeilanden · Fiji · Nieuw-Caledonië · Nieuw-Zeeland · Papoea-Nieuw-Guinea · Samoa · Salomoneilanden · Tahiti · Tonga · Vanuatu

UEFA-zone: Albanië · Andorra · Armenië · Azerbeidzjan · België · Bosnië en Herzegovina · Bulgarije · Cyprus · Denemarken · Duitsland · Engeland · Estland · Faeröer · Finland · Frankrijk · Georgië · Gibraltar · Griekenland · Hongarije · IJsland · Ierland · Israël · Italië · Kazachstan · Kosovo · Kroatië · Letland · Liechtenstein · Litouwen · Luxemburg · Macedonië · Malta · Moldavië · Montenegro · Nederland · Noord-Ierland · Noorwegen · Oekraïne · Oostenrijk · Polen · Portugal · Roemenië · Rusland · San Marino · Schotland · Servië · Slovenië · Slowakije · Spanje · Tsjechië · Turkije · Wales · Wit-Rusland · Zweden · Zwitserland